# 다카라즈카 가극단 39기생
다카라즈카 가극단 39기생은 1952년 (쇼와 27년)에 다카라즈카 가극단에 입단하여, 『아메리카나』 『봄의 춤』으로 초무대를 밟은 31명을 가리킨다. 이 기수에는 배우이자 전 유키구미 톱스타이자 전 전과 남역 스타인 마호 시키부, 배우 치노 카쿠코, 아사오카 유키지가 입단했다.

## 일람
| 예명            | 생일     | 출신지                 | 출신학교                   | 예명의 유래 | 애칭       | 역할 | 퇴단년도 | 비고 |
| --------------- | -------- | ---------------------- | -------------------------- | --- | ---------- | ---- | -------- | --- |
| 朝丘雪路        | 7월 23일 | 도쿄도 츄오구          | 야마와키가쿠엔중학교       | 「아침언덕의 눈길(朝の丘の 雪の路)」은 누구에게도 밟히지 않아서 새하얗다                                                                          | 雪会ちゃん | 여역 | 1955년   | 남편 츠가와 마사히코 아버지 이토 신스이 시어머니 마키노 토모코                                           |
| 아사오카 유키지 | 7월 23일 | 도쿄도 츄오구          | 야마와키가쿠엔중학교       | 「아침언덕의 눈길(朝の丘の 雪の路)」은 누구에게도 밟히지 않아서 새하얗다                                                                          | 雪会ちゃん | 여역 | 1955년   | 남편 츠가와 마사히코 아버지 이토 신스이 시어머니 마키노 토모코                                           |
| 朝凪美舟        | 9월 6일  | 효고현 고베시          | 키노사키군히다카중학교     | 아버지가 명명 | 키요코짱   |      | 1965년   | 오모테센가 다도 지방교수 야마나카 무네즈미 (山中宗泉) 일본서예원 무감사 야마나카 쿄카 (山中恭香)         |
| 아사나기 미후네 | 9월 6일  | 효고현 고베시          | 키노사키군히다카중학교     | 아버지가 명명 | 키요코짱   |      | 1965년   | 오모테센가 다도 지방교수 야마나카 무네즈미 (山中宗泉) 일본서예원 무감사 야마나카 쿄카 (山中恭香)         |
| 吾妻八栄子      | 8월 14일 | 도쿄도                 | 미와다고등여학교           | | 케이코     |      | 1954년   | 나츠야마 요시코 (夏山佳子)로 개명                                                                        |
| 아즈마 야에코   | 8월 14일 | 도쿄도                 | 미와다고등여학교           | | 케이코     |      | 1954년   | 나츠야마 요시코 (夏山佳子)로 개명                                                                        |
| 安宅珠里        | 8월 15일 | 효고현 고베시          | 쇼인여자학원               | 학교 시절 필명 카가와 쥬리(香川珠里) | 쿠리짱     |      | 1954년   | |
| 아타카 쥬리     | 8월 15일 | 효고현 고베시          | 쇼인여자학원               | 학교 시절 필명 카가와 쥬리(香川珠里) | 쿠리짱     |      | 1954년   | |
| 大町桂子        | 2월 25일 | 교토부                 | 후쿠치야마고등학교         | | 레이코     |      | 1963년   | 딸 마치 아리사 (75)                                                                                      |
| 오오마치 케이코 | 2월 25일 | 교토부                 | 후쿠치야마고등학교         | | 레이코     |      | 1963년   | 딸 마치 아리사 (75)                                                                                      |
| 貴船まさる      | 3월 10일 | 교토부                 | 교토세이안고등여학교       | 출신지에서 따옴 | 케이히치   |      | 1956년   | |
| 키부네 마사루   | 3월 10일 | 교토부                 | 교토세이안고등여학교       | 출신지에서 따옴 | 케이히치   |      | 1956년   | |
| 京山美和子      | 7월 17일 | 교토부                 | 오테몬학원                 | 부모님이 명명 | 유ー짱     |      | 1956년   | 남편 프로야구선수 야마시타 타케시                                                                        |
| 쿄야마 미치코   | 7월 17일 | 교토부                 | 오테몬학원                 | 부모님이 명명 | 유ー짱     |      | 1956년   | 남편 프로야구선수 야마시타 타케시                                                                        |
| 琴浦十糸子      | 9월 17일 | 효고현 아마가사키시    | 아마가사키시립죠나이중학교 | 아마가사키 옛 명칭에서 따옴 | 혼다상     |      | 1957년   | |
| 코토우라 토시코 | 9월 17일 | 효고현 아마가사키시    | 아마가사키시립죠나이중학교 | 아마가사키 옛 명칭에서 따옴 | 혼다상     |      | 1957년   | |
| 寿美砂子        | 2월 9일  | 오사카부               | 바이카고등여학교           | 아버지가 명명 | 오토키     |      | 1954년   | |
| 코토부키 미사코 | 2월 9일  | 오사카부               | 바이카고등여학교           | 아버지가 명명 | 오토키     |      | 1954년   | |
| 四季かほる      | 3월 12일 | 효고현 고베시          | 세이토쿠학원               | 우츠미 시게노리가 명명 | 치마       |      | 1957년   | 언니 마야 미도리 (35)                                                                                    |
| 시키 카오루     | 3월 12일 | 효고현 고베시          | 세이토쿠학원               | 우츠미 시게노리가 명명 | 치마       |      | 1957년   | 언니 마야 미도리 (35)                                                                                    |
| 静花翠          | 3월 26일 | 쿠마모토현             | 히토요시시립제2중학교      | 오랜만의 빛의 등불 봄날에 정심없이 꽃이 지는 난초 (久方の光のどけき 春の日に静心なく花の散るらん)                                                 | 이치코     |      | 1955년   | |
| 시즈하나 미도리 | 3월 26일 | 쿠마모토현             | 히토요시시립제2중학교      | 오랜만의 빛의 등불 봄날에 정심없이 꽃이 지는 난초 (久方の光のどけき 春の日に静心なく花の散るらん)                                                 | 이치코     |      | 1955년   | |
| 白砂美津代      | 9월 10일 | 대한민국 경성          | 백남고등여학교             | | 테레짱     |      | 1955년   | |
| 시라스나 미츠요 | 9월 10일 | 대한민국 경성          | 백남고등여학교             | | 테레짱     |      | 1955년   | |
| 白鳥幸子        | 1월 5일  | 기후현 기후시          |                            | | 오미츠상   |      | 1954년   | |
| 시라토리 사치코 | 1월 5일  | 기후현 기후시          |                            | | 오미츠상   |      | 1954년   | |
| 白藤歌子        | 5월 25일 | 카나가와현 요코하마시  | 우오자키중학교             | 어머니의 예명 | 소우짱     | 여역 | 1955년   | 배우 미츠이 요코 어머니 초대 시라후지 우타코 (13)                                                        |
| 시라후지 우타코 | 5월 25일 | 카나가와현 요코하마시  | 우오자키중학교             | 어머니의 예명 | 소우짱     | 여역 | 1955년   | 배우 미츠이 요코 어머니 초대 시라후지 우타코 (13)                                                        |
| 高倉葵          | 2월 18일 | 교토부 교토시          | 호리카와고등학교           | 지명에서 따옴 | 미코짱     |      | 1962년   | 딸 아마치 히카리 (69)                                                                                    |
| 타카쿠라 아오이 | 2월 18일 | 교토부 교토시          | 호리카와고등학교           | 지명에서 따옴 | 미코짱     |      | 1962년   | 딸 아마치 히카리 (69)                                                                                    |
| 立花公子        | 8월 1일  | 히로시마현             | 마스카와학원               | | 킷짱       |      | 1968년   | 사존형제 다카라즈카 호텔 회장 오오이 코지                                                                |
| 타치바나 키미코 | 8월 1일  | 히로시마현             | 마스카와학원               | | 킷짱       |      | 1968년   | 사존형제 다카라즈카 호텔 회장 오오이 코지                                                                |
| 千草栞          | 7월 2일  | 효고현 아마가사키시    | 아시야여자고등학교         | 어머니가 명명 | 코로짱     |      | 1963년   | |
| 치구사 시오리   | 7월 2일  | 효고현 아마가사키시    | 아시야여자고등학교         | 어머니가 명명 | 코로짱     |      | 1963년   | |
| 千之赫子        | 2월 9일  | 교토부 교토시 후시미구 | 히가시야마여자고등학교     | |            | 여역 | 1958년   | 배우 남편 배우 겸 일본무용가 아즈마 치요노스케                                                           |
| 치노 카쿠코     | 2월 9일  | 교토부 교토시 후시미구 | 히가시야마여자고등학교     | |            | 여역 | 1958년   | 배우 남편 배우 겸 일본무용가 아즈마 치요노스케                                                           |
| 月代須磨子      | 12월 9일 | 효고현 고베시          | 고베고등학교               | 본명 일부와 출신지에서 따옴 | 히이코     |      | 1955년   | |
| 츠키시로 스마코 | 12월 9일 | 효고현 고베시          | 고베고등학교               | 본명 일부와 출신지에서 따옴 | 히이코     |      | 1955년   | |
| 椿千代          | 1월 23일 | 나라현 나라시          | 소노다학원                 | 언니 아라타마 미치요가 명명 | 논짱       |      | 1954년   | 배우 카츠라 노리코 닛카츠 전속배우에서 프리전향. 남편 정치가 코미야마 쥬시로 장녀 정치가 코미야마 야스코 |
| 츠바키 치요     | 1월 23일 | 나라현 나라시          | 소노다학원                 | 언니 아라타마 미치요가 명명 | 논짱       |      | 1954년   | 배우 카츠라 노리코 닛카츠 전속배우에서 프리전향. 남편 정치가 코미야마 쥬시로 장녀 정치가 코미야마 야스코 |
| 南条照美        | 8월 27일 | 오카야마현             | 오카야마소우잔고등학교     | | 사자에     |      | 1960년   | 난죠 테루미 (南城照美)로 개명                                                                            |
| 난죠 테루미     | 8월 27일 | 오카야마현             | 오카야마소우잔고등학교     | | 사자에     |      | 1960년   | 난죠 테루미 (南城照美)로 개명                                                                            |
| 晴野歌子        | 3월 10일 | 효고현 고베시          | 쿠마모토현립제1고등여학교  | 본명을 살림 | 우타코짱   |      | 1968년   | 하루노 아케미 (晴野暁美)로 개명                                                                          |
| 하루노 우타코   | 3월 10일 | 효고현 고베시          | 쿠마모토현립제1고등여학교  | 본명을 살림 | 우타코짱   |      | 1968년   | 하루노 아케미 (晴野暁美)로 개명                                                                          |
| 富士原美雪      | 3월 18일 | 효고현 고베시          | 효고고등학교               | 본명 | 토쿠에     |      | 1958년   | |
| 후지하라 미유키 | 3월 18일 | 효고현 고베시          | 효고고등학교               | 본명 | 토쿠에     |      | 1958년   | |
| 真帆志ぶき      | 2월 5일  | 카나가와현 카와사키시  | 카와사키고등학교           | 「똑바로 돛을 달고 물보라를 일으키며 건강하게 지낼 수 있도록 (真っすぐに 帆を張り、しぶきをあげて元気に行くように)」. 아버지와 호리 세이키가 명명 | 스ー탄     | 남역 | 1975년   | |
| 마호 시부키     | 2월 5일  | 카나가와현 카와사키시  | 카와사키고등학교           | 「똑바로 돛을 달고 물보라를 일으키며 건강하게 지낼 수 있도록 (真っすぐに 帆を張り、しぶきをあげて元気に行くように)」. 아버지와 호리 세이키가 명명 | 스ー탄     | 남역 | 1975년   | |
| 美島薫          | 7월 28일 | 히로시마현             | 히로시마여학원             | 미시마는 출생지의 노미시마에서 유래, 카오루는 아버지의 이름                                                                                       | 츠ー코     |      | 1955년   | |
| 미시마 카오루   | 7월 28일 | 히로시마현             | 히로시마여학원             | 미시마는 출생지의 노미시마에서 유래, 카오루는 아버지의 이름                                                                                       | 츠ー코     |      | 1955년   | |
| 美杉てい子      | 1월 1일  | 도쿄도                 | 메이세이학원               | 아버지가 명명 | 코쵼       |      | 1959년   | 아버지 스기 쿄지                                                                                         |
| 미스기 테이코   | 1월 1일  | 도쿄도                 | 메이세이학원               | 아버지가 명명 | 코쵼       |      | 1959년   | 아버지 스기 쿄지                                                                                         |
| 水宮登代子      | 9월 21일 | 도쿄도                 | 우에노학원                 | 도쿄 스이텐구에서 따옴 |            |      | 1954년   | |
| 미즈미야 토요코 | 9월 21일 | 도쿄도                 | 우에노학원                 | 도쿄 스이텐구에서 따옴 |            |      | 1954년   | |
| 紫すみれ        | 2월 25일 | 오사카부 오사카시      | 풀학원                     | 호리 세이키가 명명 | 히로탄     |      | 1957년   | |
| 무라사키 스미레 | 2월 25일 | 오사카부 오사카시      | 풀학원                     | 호리 세이키가 명명 | 히로탄     |      | 1957년   | |
| 八乙女京子      | 10월 8일 | 오사카부               | 센신중학교                 | | 마코ー짱   |      | 1961년   | |
| 야오토메 쿄코   | 10월 8일 | 오사카부               | 센신중학교                 | | 마코ー짱   |      | 1961년   | |
| 柳川玲子        | 7월 29일 | 오사카부               | 테즈카야마학원             | |            |      | 1955년   | 토리이 카츠코 (鳥居香月子)로 개명                                                                        |
| 야나가와 레이코 | 7월 29일 | 오사카부               | 테즈카야마학원             | |            |      | 1955년   | 토리이 카츠코 (鳥居香月子)로 개명                                                                        |
| 吉野ゆかり      | 3월 12일 | 오사카부               | 오사카여학원중학교         | 벚꽃 명소 요시노신사에서 따옴 | 마ー코     |      | 1957년   | |
| 요시노 유카리   | 3월 12일 | 오사카부               | 오사카여학원중학교         | 벚꽃 명소 요시노신사에서 따옴 | 마ー코     |      | 1957년   | |